# Tro-Bro Léon 2015
La Tro-Bro Léon 2015, trentaduesima edizione della corsa, valevole come evento dell'UCI Europe Tour 2015 categoria 1.1 e come ottava prova della Coppa di Francia, si svolse il 19 aprile 2015 su un percorso di 204,4 km, con partenza e arrivo a Lannilis, in Francia. La vittoria fu appannaggio del francese Alexandre Geniez, che completò il percorso in 5h07'10", alla media di 39,93 km/h, precedendo i connazionali Benoît Jarrier e Florian Sénéchal.
Partenza con 118 ciclisti, dei quali 32 completarono la competizione.

## Squadre e corridori partecipanti
| N.    | Cod. | Squadra                    |
| ----- | ---- | -------------------------- |
| 1-8   | COF  | Cofidis, Solutions Crédits |
| 11-15 | ALM  | AG2R La Mondiale           |
| 21-27 | FDJ  | FDJ                        |
| 31-38 | BSE  | Bretagne-Séché             |
| 41-48 | EUC  | Team Europcar              |
| 51-57 | ROP  | Roompot-Oranje Peloton     |
| 61-68 | TNN  | Team Novo Nordisk          |
| 71-77 | WGG  | Wanty-Groupe Gobert        |

| N.      | Cod. | Squadra                 |
| ------- | ---- | ----------------------- |
| 81-88   | AUB  | Auber 93                |
| 91-98   | ADT  | Armée de Terre          |
| 101-108 | RLM  | Roubaix-Lille Métropole |
| 111-118 | M13  | Team Marseille 13-KTM   |
| 121-128 | WBC  | Wallonie-Bruxelles      |
| 131-135 | MUR  | Murias Taldea           |
| 141-149 | VBG  | Team Vorarlberg         |
| 151-158 | AMO  | Amore & Vita-Selle SMP  |

## Ordine d'arrivo (Top 10)
| Pos. | Corridore           | Squadra      | Tempo    |
| ---- | ------------------- | ------------ | -------- |
| 1    | Alexandre Geniez    | FDJ          | 5h07'10" |
| 2    | Benoît Jarrier      | Bretagne     | s.t.     |
| 3    | Florian Sénéchal    | Cofidis      | s.t.     |
| 4    | Jimmy Engoulvent    | Europcar     | s.t.     |
| 5    | Pierre-Luc Périchon | Bretagne     | a 4"     |
| 6    | Florian Vachon      | Bretagne     | a 1'32"  |
| 7    | Fabien Canal        | Armée de Te. | a 1'44"  |
| 8    | Francis Mourey      | FDJ          | s.t.     |
| 9    | Kévin Ledanois      | Bretagne     | s.t.     |
| 10   | Berden de Vries     | Roompot      | s.t.     |